# Aspidiphorus lareyniei
Aspidiphorus lareyniei är en skalbaggsart som beskrevs av Henri August Duval 1859. Aspidiphorus lareyniei ingår i släktet Aspidiphorus, och familjen slemsvampbaggar. Arten förekommer tillfälligt i Sverige, men reproducerar sig inte.